# 콘스탄티노스 카라만리스
콘스탄티노스 카라만리스(그리스어: Κωνσταντῖνος Καραμανλῆς, 1907년 3월 8일 ~ 1998년 4월 23일)는 그리스의 정치인이다. 1955년 ~ 1963년, 1974년 ~ 1980년 총리를 지낸 데 이어, 1980년 ~ 1985년, 1990년 ~ 1995년 대통령으로 재직했다.
법학교육을 받은 후 변호사가 되었다. 1936년 국회의원으로 선출되었다. 제2차 세계대전 후 정계에서 급부상, 농무부장관과 노동부장관으로 재직했다. 1955년 총리 자리에 올랐으며, 이후 총선 전후의 과도기를 제외하고는 1963년까지 총리로 재직했다. 1956년 총선을 앞두고 그리스 동맹을 개편하여 급진국가연합을 창당하여 승리했다. 이후 1958년과 1961년 총선에서도 승리하며 정권을 유지하였다. 적극적인 경제 개발 정책과 관광 진흥 방안을 내놓았으며, 국제적으로는 영국, 터키와 함께 키프로스의 독립을 승인했다. 1963년 총선에서 패하여 총리직에서 물러난 후 프랑스로 이주했는데, 이는 사실상 망명이었다. 그가 망명해 있는 동안 그리스에서는 쿠데타가 일어나고 왕정이 폐지되었으며, 군사 독재가 계속되었다.
쿠데타로 집권했던 대통령 기지키스가 터키의 키프로스 개입 문제를 해결하지 못하여 1974년 물러나면서 군사 정권이 몰락하자 카라만리스는 그리스로 돌아갔다. 그리고 그는 신민주주의당을 창당, 그 해 11월 총선에서 압도적인 차로 승리하며 그는 다시 총리가 되었다. 민주화 작업을 순조롭게 추진하여 그리스는 의원내각제의 공화국으로 자리잡았으며, 1977년 조기 총선을 실시하여 입지를 굳혔다. 1980년 총리직을 사임하고 대통령으로 선출되었다. 그러나 그 다음해 총선에서 범그리스 사회주의 운동이 승리하여 정권을 잡았고, 1985년 재선에서는 의회에서 범그리스 사회주의 운동의 지지를 받지 못하여 대통령 자리에서 물러났다. 그 후 1990년 다시 대통령에 선출되어 1995년까지 재직한 후 은퇴했다.
총 14년 동안 총리로 재직하고 10년간 대통령으로 재직한 그는 20세기 중후반의 그리스를 대표하는 정치인으로 기억되고 있다. 한편 그의 조카 코스타스 카라만리스는 신민주주의당의 당수로 선출된 데 이어, 2004년 ~ 2009년 총리를 지냈다.

## 같이 보기
- 그리스의 정치

| 전임 콘스탄티노스 차초스 | 그리스의 국가 원수 1980년 5월 15일 ~ 1985년 5월 10일 | 후임 요안니스 알레브라스 |

| 전임 흐리스토스 사르체타키스 | 그리스의 국가 원수 1990년 5월 4일 ~ 1995년 3월 10일 | 후임 콘스탄티노스 스테파노풀로스 |